# أولكسندر زوزوليا
أولكسندر زوزوليا (بالأوكرانية: Зозуля Олександр Олегович)‏ هو لاعب كرة قدم أوكراني في مركز الدفاع، ولد في 11 أبريل 1996 في كروبيفنيتسكي في أوكرانيا. لعب مع FC Zirka Kropyvnytskyi ‏.

## وصلات خارجية
- أولكسندر زوزوليا على موقع اتحاد أوكرانيا (الإنجليزية)
- أولكسندر زوزوليا على موقع قاعدة بيانات كرة القدم.إي يو (الإنجليزية)
- أولكسندر زوزوليا على موقع Soccerway.com (الإنجليزية)